# Tsariovo
Tsariovo - Царёво (rus) - és un poble de la República del Tatarstan, a Rússia. El 2010 tenia 8. Pertany al districte (raion) de Pestretsi.